# مناهل ثابت
مناهل ثابت (عربی: مناهل عبد الرحمن ثابت) (زاده: ۱۴ اکتبر ۱۹۸۱) در عدن به دنیا آمد. وی مقیم دبی و دارای تابعیت یمنی و دارای دکترا رشته مهندسی مالی [اقتصادی]، وی اولین و تنها و کوچکترین نفر با این تخصص در دنیای عرب و جزء معدود کسانی است که با درجه عالی به این تخصص دست یافت دکترای خود را در تمایز بین «محیط زیست جهانی و بین‌المللی و پاداش انسانیت» کسب کرده و عضو منسا MENSA و انجمن نوابغ جهان می‌باشد.

## فعالیت‌ها
تعدادی از مجلات و سایتهای عربی اکتشافات مناهل را نقل کرده‌اند و همین علت مشهور شدن او شده‌است.

وی اندازه‌گیری بین فاصله‌ها و سرعت نور بین ستارگان را محاسبه کرده و معادله ریاضی ارائه کرده‌است که به دانشمندان این امکان را می‌دهد تا بتوانند سرعت نور را از آن طریق محاسبه کنند.

این معادله در نوع خود در ریاضیات کم سابقه است و از پیچیده‌ترین موضوعات علوم طبیعی است. بنحوی که خبرگزاری ناسا و بسیاری از خبرگزاریهای ویژه مسایل فضایی بین‌المللی راجع به این پیشرفت گفتگو کردند.

وی بر ۸۰۰ نفر که در اندازه هوش پیشگام بودند پیشی گرفت.

وی دعوت جمعیت سلطنتی علوم طبیعی و مجلس اعیان انگلستان را پاسخ گفت و از آنجا دیدن کرد. این دعوت بخاطر پیشرفت‌های علمی است که وی ارائه نموده و همچنان به خدمات انسانی و پیشرفت صلح کمک می‌کند.

مناهل یکی از نوابغ بزرگ جهان به حساب می‌آید و در سال ۲۰۱۳ عنوان نابغه در فرهنگستان نوابغ را کسب کرد. وی اولین عربی است که به این لقب نائل می‌شود.

## جوایز و افتخارات
جوایز و افتخارا وی، از جمله:
- رئیس کمیته علمی و توصیه (جوایز ۲۰۱۲)
- جایزه تعالی دانشگاهی (جوایز حمدان بین رشید برای دستاوردهای علمی برجسته) ۲۰۱۲
- عضو MENSA، انجمن نبوغ جهان
- معاون رئیس‌جمهور WIN (شبکه اطلاعات هوشمند)
- بیش از ۱۳۰ شناسایی و گواهی بین‌المللی، منطقه ای و محلی[۷][۸]